# Hiteurat
Hiteurat is een bestuurslaag in het regentschap Padang Lawas Utara van de provincie Noord-Sumatra, Indonesië. Hiteurat telt 1418 inwoners (volkstelling 2010).